# Années 490 av. J.-C.
Les années 490 av. J.-C. couvrent les années de 499 av. J.-C. à 490 av. J.-C.

## Événements
- Vers 500 av. J.-C. :

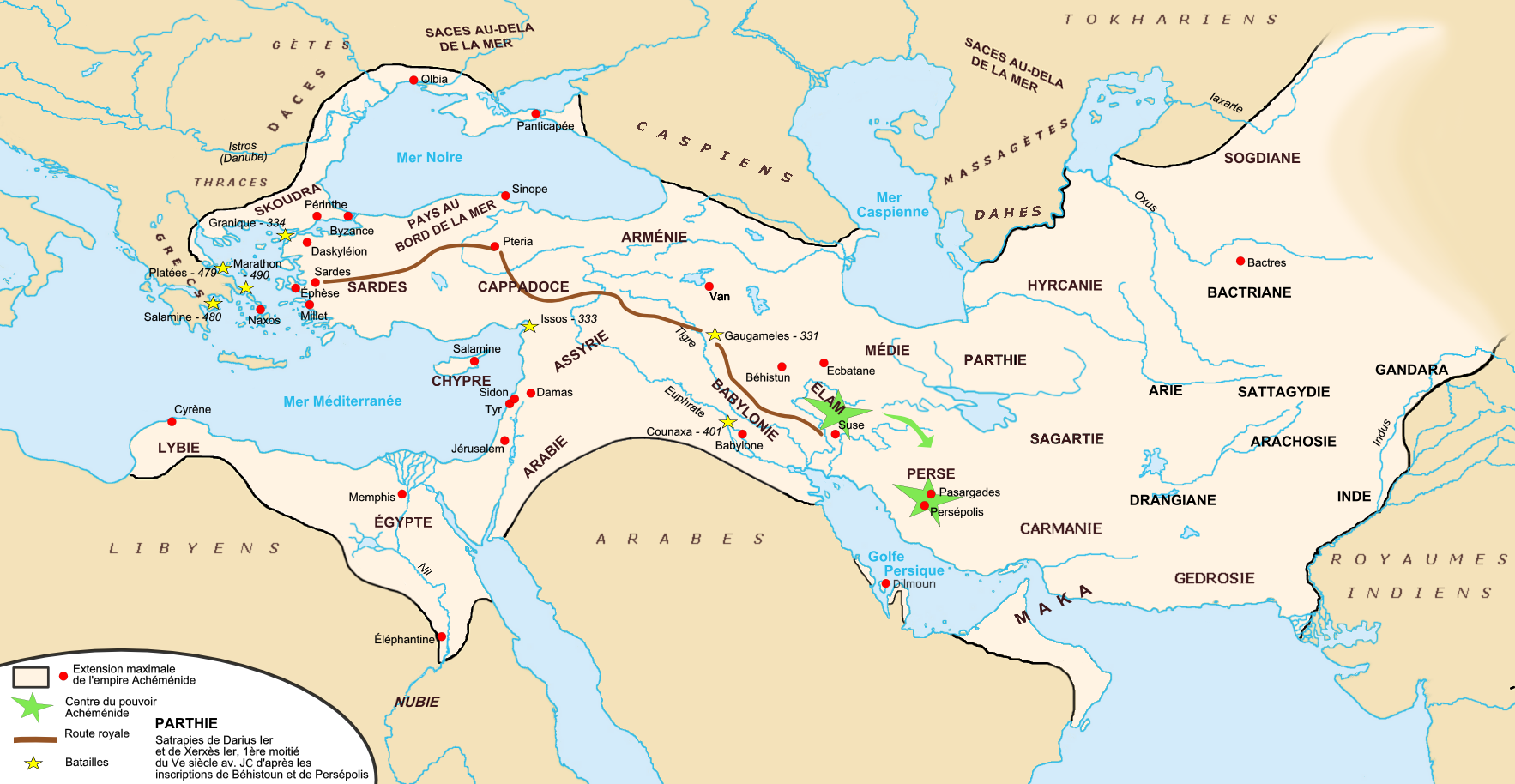
Carte de l'empire achéménide aux alentours de 500 av. J.-C. L'Empire perse est à son apogée. Il est divisé en une vingtaine de satrapies où le pouvoir est réparti entre le satrape, un administrateur civil et un commandant militaire surveillés par des inspecteurs itinérants, « les yeux et les oreilles du roi ».

  - Ligue latine contre Étrusques, Volsques et Èques dirigée par Tusculum ; une inscription incomplète transmise par Caton mentionne la dédicace du sanctuaire fédéral de Diana Nemorensis sur le territoire d’Aricia par le dictateur de la ligue Egerius Baebius de Tusculum en présence des délégués des peuples latins de Tusculum, Aricia, Lanuvium, Laurentum, Cora, Tibur, Pometia et Ardée[1]. La Ligue latine compte en fait trente cités dont Albe, Fidènes, et plus tard Préneste... Son centre fédéral est la fontaine de la déesse Ferentina, au pied des monts Albains[2]. Rome refuse dans un premier temps de la reconnaître puis l’intègre après la bataille du lac Régille.
  - reconstruction du barrage de Marib, qui reçoit un parement de pierres et est surélevé à 7 m de hauteur[3]. Long de plus de 600 m, il fait partie d'un système d'irrigation élaboré, à Marib, capitale du royaume de Saba (Yémen actuel). La ville elle-même s’étend sur plus de 100 ha. Elle produit principalement des céréales et cultive les arbres à myrrhe.

- 499 av. J.-C. : révolte de l'Ionie[4].
- 490 av. J.-C. : les Perses de Darius sont défaits par les hoplites athéniens de Miltiade à Marathon, cette défaite Perse clôt les premières guerres médiques[5].

## Art et culture

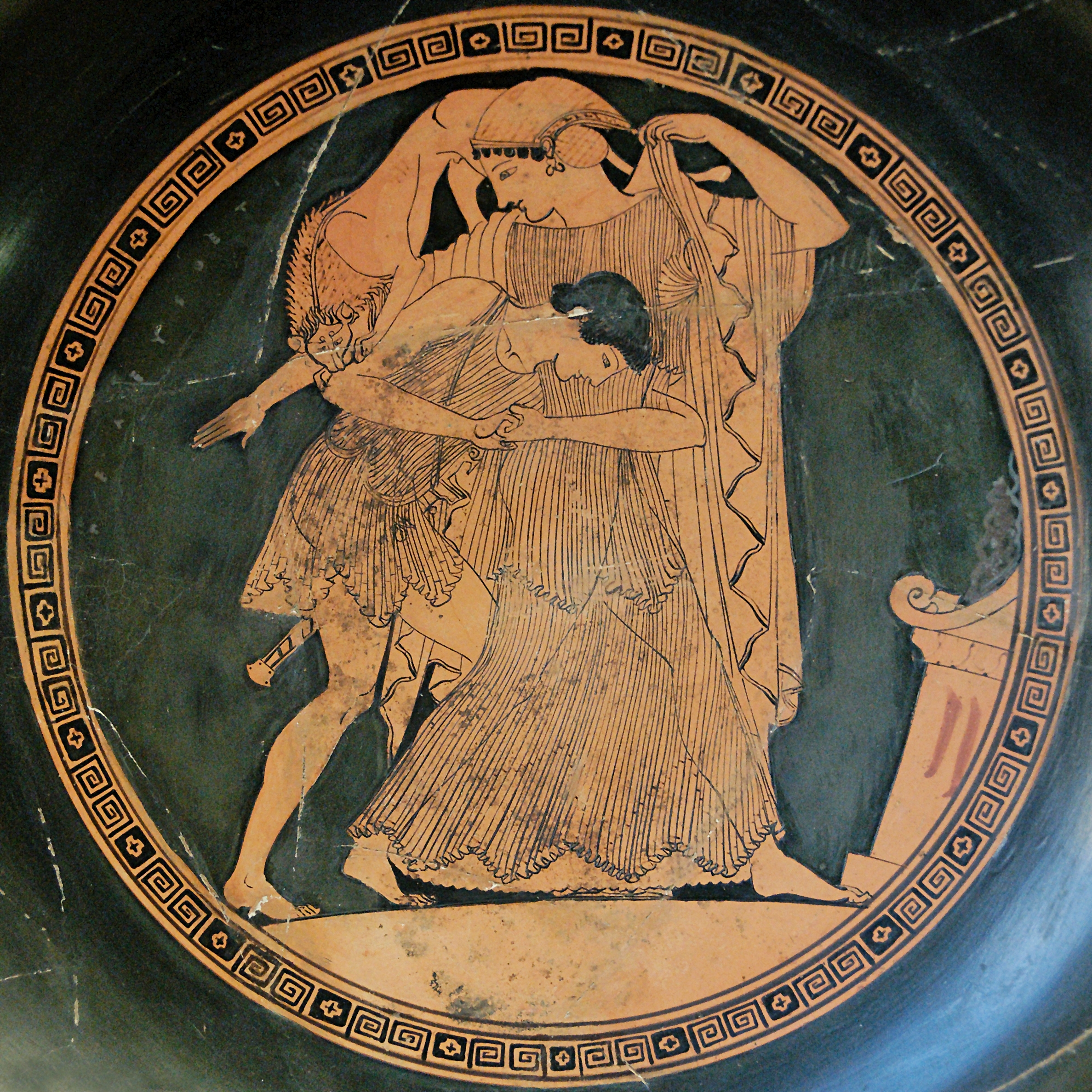
Enlèvement de Thétis par Pélée, intérieur d'un kylix à figures rouges, v. 490 av. J.-C., Cabinet des médailles de la Bibliothèque nationale de France.

- Vers 500-470 av. J.-C. : Euphronios, peintre à Athènes, développe une activité de potier, qui consacre l'essor de la céramique à figures rouges sur fond noir en Grèce[6].
- Vers 500-475 av. J.-C. : la situle de la Certosa, découverte dans la région de Bologne, marque l’apogée de l’art des situles[7].

- Vers 500 av. J.-C. :

Reconstitution hypothétique de la carte du monde perdue d’Hécatée de Milet.

  - l’historien et géographe Hécatée de Milet rédige Périégèse ou « Description de la Terre ». Il dessine une carte du monde[8].
  - la riche tombe de Vix en Côte-d'Or en France, contient un char démonté et des objets importés de Grèce et d'Étrurie, dont le célèbre cratère en bronze, nommé cratère de Vix[8].